# Fluorchinolonantibiotikum

Grundstruktur der Fluorchinolon-Antibiotika:
Der blau markierte Rest R ist fast immer ein Piperazinyl-Rest.
Das Fluoratom ist rot gezeichnet.

Fluorchinolonantibiotika (kurz auch: Fluorchinolone oder Fluorochinolone) sind eine Untergruppe der Chinolon-Antibiotika, mit denen sie strukturell verwandt sind. Wie diese wirken sie als sogenannte „Gyrasehemmer“ über die Hemmung der bakteriellen Topoisomerase II (Gyrase), einem Enzym, das bei der DNA-Synthese eine Rolle spielt. Gegenüber anderen Gyrasehemmern zeichnen sie sich durch ein breiteres Wirkungsspektrum aus. Da neuere Fluorchinolone nicht nur gegen die Topoisomerase vom Typ II, sondern auch gegen weitere Typen wie die Topoisomerase IV wirksam sind, ist die Bezeichnung Gyrasehemmer mittlerweile international unüblich.
Fluorchinolone werden sowohl in der Humanmedizin als auch in der Veterinärmedizin eingesetzt. Da sie schwere, zum Teil irreversible Schäden am Nervensystem und Bewegungsapparat hervorrufen können, sind sie seit dem 8. April 2019 in Deutschland in der systemischen Anwendung eingeschränkt. Trotz dieser Einschränkung geht der Einsatz von Fluorchinolonen nur langsam zurück.
Chemisch gesehen sind die Fluorchinolone im Grundgerüst am C-6 fluoriert und weisen zusätzlich einen Piperazinsubstituenten auf.

## Wirkmechanismus
Das den Bakterien eigene Enzym Gyrase bewirkt eine Überspiralisierung der DNA (Supercoiling). Die Fluorchinolone hemmen das Enzym. Die im Chromosom der Bakterien gespeicherte mechanische Energie nimmt dadurch ab und die Chromosomenlänge zu. Als Ergebnis kann die Bakterien-DNA nicht mehr korrekt repliziert werden. Zunächst stoppt das Bakteriumwachstum (bakteriostatische Wirkung), dann sterben die Zellen ab (bakterizide Wirkung). Eine Hemmung der DNA-Replikation kann den bakteriziden Effekt der Fluorchinolone jedoch nicht hinreichend erklären, weshalb weitere Wirkmechanismen angenommen werden. Neuere Vertreter der Fluorchinolone sind auch gegen bakterielle Topoisomerase-Enzyme wirksam, die ebenfalls die Topologie der DNA-Moleküle steuern.
Fluorchinolone haben ein sehr breites Wirkungsspektrum gegenüber den meisten gramnegativen und grampositiven Bakterien, wobei einige Anaerobier und verschiedene Streptokokken eine Resistenz aufweisen. Als medizinische Indikationen gelten fast alle bakteriellen Infektionen, wobei Harnwegs- und Atemwegsinfektionen im Vordergrund stehen. Bei Harnwegsinfektionen werden sie in Regionen mit Resistenzen gegen andere Antibiotika, insbesondere Cotrimoxazol, empfohlen.

## Übersicht über die Arzneistoffe
Die Paul-Ehrlich-Gesellschaft für Chemotherapie hat eine Einteilung der Fluorchinolonantibiotika nach Pharmakokinetik und Wirkspektrum in folgende vier Gruppen vorgeschlagen:
- Gruppe I: Orale Fluorchinolone mit Indikation Harnwegsinfekt
- Gruppe II: Systemisch anwendbare Fluorchinolone mit breiter Indikation
- Gruppe III: Fluorchinolone mit verbesserter Wirksamkeit gegen grampositive und atypische Erreger
- Gruppe IV: Fluorchinolone mit verbesserter Wirksamkeit gegen grampositive und atypische Erreger sowie gegen Anaerobier.

Die Stoffe höherer Gruppen sind im Allgemeinen auch neuere Produkte.

### Humanmedizinisch verwendete Fluorchinolone
- Enoxacin (Gruppe II)
- Norfloxacin (Gruppe I)
- Ciprofloxacin (Gruppe II)
- Ofloxacin (Gruppe II)
- Levofloxacin (Gruppe III)
- Moxifloxacin (Gruppe IV)
- Sitafloxacin
- Nadifloxacin
- Lomefloxacin
- Delafloxacin

In Deutschland sind mit Stand 2019 nur noch die folgenden fünf zugelassen: Norfloxacin, Ciprofloxacin, Ofloxacin, Levofloxacin und Moxifloxacin.
Einen Überblick über Marktrücknahmen humanmedizinischer Fluorchinolone gibt die nachstehende Tabelle.
| Jahr | Freiname      | Grund für die Rücknahme                                        |
| ---- | ------------- | -------------------------------------------------------------- |
| 1992 | Temafloxacin  | Leber-, Nierentoxizität, HUS, Anaphylaxie, Anämie              |
| 1993 | Lomefloxacin  | Phototoxizität, Lebertoxizität, ZNS-UAW                        |
| 1998 | Rosoxacin     | Marketingentscheidung                                          |
| 1999 | Trovafloxacin | Leberversagen, Lebertoxizität                                  |
| 1999 | Grepafloxacin | Kardiotoxizität                                                |
| 2000 | Pefloxacin    | Marketingentscheidung, aber auch: Phototoxizität, Tendinitiden |
| 2001 | Clinafloxacin | Phototoxizität, Einfluss auf den Zuckerstoffwechsel            |
| 2001 | Sparfloxacin  | Phototoxizität, ZNS-UAW                                        |
| 2004 | Fleroxacin    | Phototoxizität, ZNS-UAW                                        |
| 2004 | Gatifloxacin  | Einfluss auf den Zuckerstoffwechsel                            |
| 2016 | Enoxacin      | Interaktionen                                                  |

### Veterinärmedizinisch verwendete Fluorchinolone
- Danofloxacin
- Enrofloxacin
- Ibafloxacin
- Marbofloxacin
- Orbifloxacin
- Pradofloxacin

## Nebenwirkungen
Während einer Fluorchinolonbehandlung treten bei 4–10 % der Patienten unerwünschte Wirkungen auf. Diese sind teilweise klassenspezifisch. Jüngeren Herstellerangaben zufolge liegt die Nebenwirkungsinzidenz bei 25–30 %. Dieser Anstieg wird mit einer Intensivierung klinischer Untersuchungen zur Abschätzung des Nebenwirkungspotentials der neueren Fluorchinolone erklärt. Die häufigsten Nebenwirkungen sind Störungen des Gastrointestinaltrakts wie Übelkeit und Diarrhöe sowie zentralnervöse Störungen. Seltener sind psychiatrische Störwirkungen mit Suizidalität, Blutzuckerdekompensation bei Diabetikern und Sehnenentzündungen und -rupturen, wie etwa einer Achillessehnenruptur.
Schon seit Mitte der 1990er Jahre ist bekannt, dass Fluorochinolone Sehnenschäden verursachen können. Entzündungen und Rupturen der Sehnen können bei allen Gyrasehemmern auftreten, auch nach kurzfristiger Einnahme, und noch mehrere Monate nach der Therapie. Insbesondere bei Levofloxacin und Ofloxacin ist das Risiko eines Sehnenschadens erhöht. Ältere Personen und Patienten, die Corticosteroide einnehmen, sind stärker gefährdet. Erklärt wird dies mit einer vermehrten Expression von Matrix-Metalloproteinasen, die die Festigkeit der Sehnen vermindern. Fluorchinolone können durch Eisen-Chelation der α-Ketoglutarat-abhängigen Dioxygenase den Cofaktor Eisen entziehen. Das stört vermutlich die Kollagenreifung. Die Autoren schlagen das als eine Ursache für die Fluorchinolon-induzierten Nierenschäden und Tendopathien (Sehnenschädigungen) vor. Zudem gibt es Hinweise auf direkte zytotoxische und antiproliferative (wachstumshemmende) Effekte sowie Schädigungen der mitochondrialen DNA. Histologisch sind im Zusammenhang mit Fluorchinolon-bedingten Sehnen- und Nierenschäden Nekrosen dokumentiert. Die Häufigkeit für Sehnenschädigungen wird in einem Dokument der Arzneimittelkommission der deutschen Ärzteschaft mit 1:227 für Ciprofloxacin und 1:104 für Ofloxacin/Levofloxacin angegeben.
Da alle Fluorchinolone ein phototoxisches Potential aufweisen, sollte eine Exposition von Sonnen- oder UV-Licht unterbleiben. Ein vermutetes erhöhte Risiko für eine Netzhautablösung konnte in einer großen dänischen Studie nicht verifiziert werden. Zwei nachfolgend veröffentlichte große Studien aus Taiwan und Frankreich konnten jedoch ein erhöhtes Risiko für rhegmatogene und exsudative Netzhautablösungen unter Einnahme von Fluorchinolonen statistisch belegen.
Die Einnahme von Fluorchinolonen kann zur Entwicklung einer peripheren Neuropathie führen, die sowohl bei oraler als auch bei intravenöser Einnahme bereits wenige Tage nach Therapiebeginn auftreten und dann ein Jahr oder länger anhalten kann. Problematisch ist hierbei, dass diese Nebenwirkung von den Ärzten oft nicht ernst genug genommen wird und der Wechsel zu einem anderen Antibiotikum deshalb verspätet erfolgt. Insbesondere in Kombination mit einem nichtsteroidalen Antirheumatikum können eine Reihe an zentralnervösen Nebenwirkungen bis hin zu Krampfanfällen entstehen; als Ursache wird der ausgeprägte selektive kompetitive Antagonismus des GABA-A-Rezeptors vermutet.
Retrospektive klinische Studien assoziieren die Einnahme von Fluorchinolonen mit einer mehr als 2-fachen Risikoerhöhung für Aortenaneurysmen und Aortendissektionen. Ergebnisse einer Metaanalyse zeigen, dass das Risiko für Fluorchinolon-bedingte Aortenschäden mindestens um den Faktor 2 erhöht ist, wobei in der Risikogruppe der über 65-Jährigen auf 618 Fluorchinolon-Verordnungen ein Aortenschaden entfällt. Experimentelle Daten legen nahe, dass Fluorchinolon-induzierte Aortendissektionen auf einer Nekroptose (in vivo) oder Apoptose aortischer glatter Muskelzellen (in vitro) und einer Zerstörung der extrazellulären Matrix der Aortenwand beruhen und bei gleichzeitig bestehender Atherosklerose zu tödlichen Aortenrupturen führen können. Das Bundesinstitut für Arzneimittel und Medizinprodukte (BfARM) hat am 26. Oktober 2018 aufgrund der erhöhten Risiken für Aortenaneurysmen und -dissektionen in einem Rote-Hand-Brief die Aufnahme eines entsprechenden Hinweises in die Produktinformationstexte aller systemisch und inhalativ angewendeten Fluorchinolone angeordnet und am 8. April 2019 neue Anwendungsbeschränkungen veröffentlicht.
2020 gab das BfARM einen weiteren Rote-Hand-Brief heraus, in dem es vor dem Risiko einer Herzklappenregurgitation/-insuffizienz bei Anwendung von Fluorchinolonen warnte.
Nachdem aktuelle Studiendaten darauf hindeuten, dass Fluorchinolone dennoch weiterhin außerhalb der empfohlenen Anwendungsgebiete verschrieben werden, erinnerte das BfArM im Juni 2023 das medizinische Fachpersonal mit einem Rote-Hand-Brief an diese Anwendungsbeschränkungen.

### Fluoroquinolone-Associated Disability (FQAD)
Die FDA fasste 2015 erstmals die Nebenwirkungen von Fluorchinolonen zu einer definierten Krankheit unter der Bezeichnung Fluoroquinolone-Associated Disability (FQAD) zusammen. Bei Kindern und Jugendlichen sind Chinolone mittlerweile zur Behandlung schwerer Infektionen und bei Patienten mit Mukoviszidose zugelassen. Sie sollten mit Vorsicht eingesetzt werden, da im Tierversuch Hinweise auf toxische Wirkungen auf Gelenkknorpel und Epiphysenfuge bestehen.
Laut FDA überwiegen die schwerwiegenden Nebenwirkungen der Fluorchinolone die Vorteile der Behandlung von Patienten mit Sinusitis, Mittelohrentzündung, Bronchitis und unkomplizierten Harnwegsinfektionen, für die es alternative Antibiotika gibt. Bei Patienten mit diesen Erkrankungen sollen Fluorchinolone deshalb nur mehr als letztes Mittel der Wahl verwendet werden, nachdem alle alternativen Antibiotika versagt haben. Die Sicherheitsüberprüfung hatte gezeigt, dass systemisch angewandte Fluorchinolone (in Form von Tabletten und Kapseln oder intravenös) zu Behinderungen und potenziell dauerhaften schweren chronischen Nebenwirkungen führen können, von denen auch mehrere gleichzeitig auftreten können. Diese Nebenwirkungen betreffen u. a. Sehnen, Muskeln, Gelenke, Nerven und das Zentralnervensystem. Beispiele sind das Auftreten von Tendinitis, Tendopathie, Sehnenriss, Effekte auf das Zentralnervensystem und periphere Neuropathie. Sie können bei einem Teil der Patienten zu einer bleibenden Beeinträchtigung führen. In der Folge ordnete die amerikanischen Arzneimittelzulassungsbehörde FDA am 26. Juli 2016 eine entsprechende Aktualisierung der Packungsbeilagen an. Von allen Antibiotika verursachen Fluorchinolone die meisten dauerhaften Behinderungen.
Im November 2016 hatten Fluorchinolon-Geschädigte, über die der Bayerische Rundfunk sowie Der Spiegel berichteten, eine Online-Petition an den Deutschen Bundestag zur Mitzeichnung erstellt und eingereicht. Sie fordern in der Petition unter anderem ein Warnsymbol auf den Arzneimittelpackungen sowie die Anwendung von Fluorchinolonen nur in lebensbedrohenden Situationen.
Das Bundesinstitut für Arzneimittel und Medizinprodukte (BfARM) stieß im Februar 2017 ein europäisches Risikobewertungsverfahren an zu den schwerwiegenden Nebenwirkungen der Fluorchinolone und Chinolone, die zu starken Einschränkungen der Lebensqualität und unter Umständen dauerhaften Beeinträchtigungen führen können. Im Oktober 2018 empfahl der Pharmakovigilanzausschuss für Risikobewertung (Pharmacovigilance Risk Assessment Committee, PRAC) der Europäischen Arzneimittel-Agentur nach der Neubewertung des Nutzen-Risiko-Verhältnisses Anwendungseinschränkungen. Bei bestimmten leichten bis mittelschweren Infektionen sollen diese Mittel möglichst nicht mehr, und bei bestimmten Patientengruppen (z. B. älteren Patienten, Patienten mit Nierenfunktionsstörungen, Patienten nach Organtransplantation oder Patienten unter systemischer Kortikosteroidtherapie) nur noch mit Vorsicht angewendet werden.

### Klassenspezifische Nebenwirkungen
Vertreter der Gruppen III und IV können das QT-Intervall im EKG verlängern und so das QT-Syndrom mit ventrikulären Arrhythmien auslösen. Für Moxifloxacin und Norfloxacin wurden extrem selten (nur 8 Fälle bei mehr als 50 Mio. Patienten) hepatotoxische Effekte mit Todesfolge beschrieben. Als weitere Nebenwirkungen sind Juckreiz und Kopfschmerzen beschrieben worden. Im Tierversuch traten bei wachsenden Tieren (Hunden) Knorpelschäden auf.
Das Bundesinstitut für Arzneimittel und Medizinprodukte hat auf Empfehlung des Ausschusses für Humanarzneimittel (CHMP) der Europäischen Arzneimittelagentur (EMA) die Indikation für das Antibiotikum Levofloxacin eingeschränkt. Das CHMP hatte Levofloxacin im Mai 2012 als Reserveantibiotikum eingestuft. Die zugelassenen Indikationen sind akute bakterielle Sinusitis, akute Exazerbation einer chronischen Bronchitis, ambulant erworbene Pneumonie sowie komplizierte Haut- und Weichteilinfektionen. Der Einsatz ist hier aber künftig streng auf Situationen einzuschränken, in denen „andere Antibiotika, die für die initiale Behandlung der entsprechenden Infektionen üblicherweise empfohlen werden, als nicht indiziert erachtet werden“.
Aufgrund ihrer Wirkung nicht nur auf die bakterielle, sondern auch auf die humane DNA-Gyrase mussten einige Gyrasehemmer – wie Fleroxacin, Gatifloxacin, Grepafloxacin, Sparfloxacin und Trovafloxacin – vorwiegend wegen schwerer toxischer Komplikationen und Unverträglichkeitsreaktionen, teilweise mit Todesfällen, vom Markt genommen werden.

## Geschichte
Als erstes fluoriertes Chinolon wurde Norfloxacin 1979 von dem Pharmahersteller Kyorin Seiyaku Kabushiki Kaisha patentiert. und 1983 für die medizinische Verwendung zugelassen. Norfloxacin hatte eine gute Bioverfügbarkeit, eine längere Halbwertszeit und trifft vor allem ein breiteres Erregerspektrum als Nalidixinsäure. Im Jahre 1981 wurde von der Firma Bayer dann Ciprofloxacin entwickelt und 1983 patentiert. Ofloxacin und Ciprofloxacin wurden 1987 in der Schweiz zugelassen. Levofloxacin wurde von Daiichi Seiyaku entwickelt und kam 1993 in Japan und 1998 in Deutschland auf den Markt.
US-Forscher beobachteten 1986, dass C-6-fluorierte Chinolone im Unterschied zu nichtfluorierten Chinolonen eine bis zu 126-mal stärkere antibakterielle Hemmwirkung aufweisen und das Fluoratom an Position 6 eine bis zu 17-mal stärkere Bindung an den Gyrasekomplex und eine bis zu 70-mal stärkere Zellpenetration bewirkt, wohingegen andere an Position 6 eingebrachte Substituenten eine sehr schwache Hemmwirkung begünstigen. Im SOS-Chromotest zeigte sich 1996, dass C-6-fluorierte Chinolone genotoxisch wirken, wohingegen das nichtfluorierte Chinolon Nalidixinsäure nicht genotoxisch wirkt. Weltweit wurden 1988–2003 über 350 Millionen Patienten mit Ciprofloxacin behandelt, über 250 Millionen mit Levofloxacin und über 13 Millionen mit Moxifloxacin.

## Fachliteratur

### Leitlinien
- Strategien zur Sicherung rationaler Antibiotika-Anwendung im Krankenhaus. In: AWMF. Katja de With, Deutsche Gesellschaft für Infektiologie, 14. Februar 2020.
- Antibiotic Stewardship – Konzeption und Umsetzung in der stationären Kinder- und Jugendmedizin. In: AWMF. Johannes Huebner, Deutsche Gesellschaft für Pädiatrische Infektiologie, 26. Juni 2019.

### Einführungen
- Stefan Pieper: Fluoroquinolone-Associated Disability FQAD: Pathogenese, Diagnostik, Therapie und Diagnosekriterien. In: essentials. 1. Auflage. Springer, Wiesbaden 2020, ISBN 978-3-658-29841-8, doi:10.1007/978-3-658-29842-5.